# 全州李氏

全州李氏の紋章「李花紋」

全州李氏（チョンジュイし、ぜんしゅうりし、전주이씨）は、朝鮮の氏族の一つ。本貫は全羅北道全州である。李氏朝鮮の王族であり、14世紀に李成桂が出て李氏朝鮮を建国した。2015年の韓国の統計によると、2,631,832人がいる。うち「イ」と読むのは2,631,643人、「リ」と読むのは189人である。

## 概要
始祖は新羅で司空を務めた李翰。『朝鮮王朝実録』の『太祖実録』には李翰は、新羅で「司空」を努めていたとされる。また全州李氏の記録である『完山実録』には李翰は中国人だと記されているが、これは朝鮮を初めて統一した新羅や、当時、東アジアの中心であった中国に連ねることで権威付けを図ったものと推測され、また、李翰の先祖が新羅六姓の一つである楊山村長李謁平の後孫と推測する。現実の李翰は統一新羅時代から高麗時代にかけて全州地方に勢力を持っていた有力地方豪族だと考えられている。
李氏朝鮮時代、王族は王朝の機構の一つである宗簿寺で管理されていた。現在、全州李氏の宗親会としては全州李氏大同宗約院があり、宗廟祭礼祭を行っている。

## 人口分布と集姓村
人口数、割合はいずれも2015年統計。全国で総人口に占める比例が最も高い地域は全羅北道完州郡（8,287人、総人口の9.49%）である。集姓村のある地域は以下の通りである。
- 京畿道漣川郡（3,137人、総人口の7.88%）
  - 中面陶淵里
- 忠清南道扶余郡（4,101人、総人口の6.47%）
  - 草村面楸陽里
- 全羅北道扶安郡（3,977人、総人口の8.17%）
  - 扶安邑西外里
- 全羅南道羅州市（4,825人、総人口の5.62%）
  - 金川面院谷里
- 慶尚北道聞慶郡（2,642人、総人口の3.97%）
  - 加恩邑旺陵里
- 平安北道定州郡
  - 新安面円峯里
  - 古徳面観海里
- 咸鏡南道北青郡
  - 坪山面龍田里
- 咸鏡北道吉州郡
  - 東海面石城洞[5]